# Michael Westphal
Michael Stephan Westphal (* 19. Februar 1965 in Pinneberg; † 19. Juni 1991 in Hamburg) war ein deutscher Tennisspieler.

## Leben

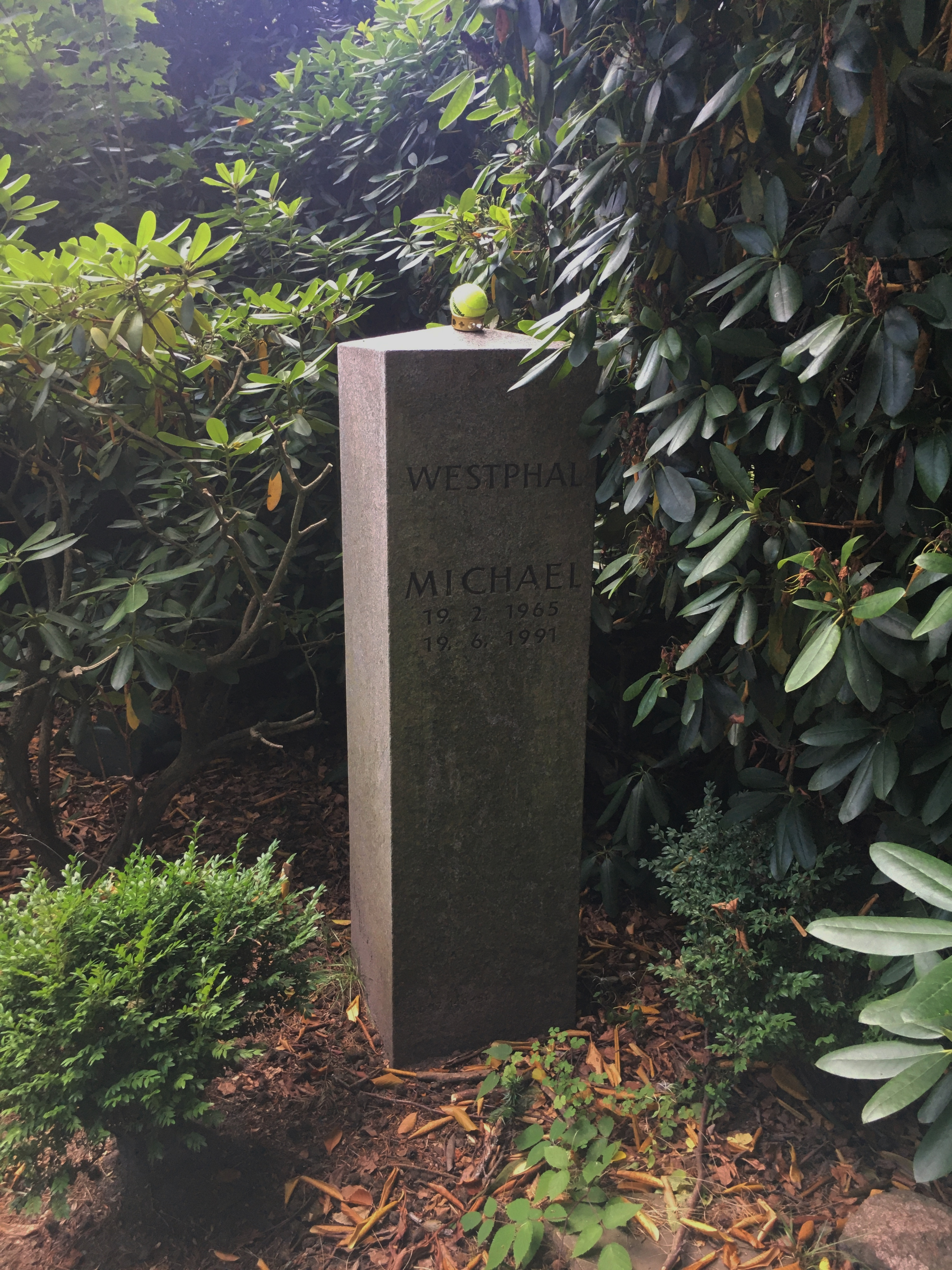
Grabstätte Michael Westphal auf dem Friedhof Ohlsdorf

Westphal begann im Alter von neun Jahren mit dem Tennisspiel und gewann 1980 die U-16-Junioren-Europameisterschaft. 1981 gewann er den Einzeltitel des Challenger-Turniers von Travemünde. 1984 stand er im Finale des ATP-Turniers von Livingston und in den Halbfinals von München und Toulouse. Im folgenden Jahr erreichte er das Finale von Kitzbühel. 1989 stand er sowohl im Einzel als auch im Doppel – an der Seite von Markus Zoecke – im Viertelfinale von Hamburg. Seine beste Platzierung in der Tennisweltrangliste war 1986 Platz 49 im Einzel und 1989 Platz 293 im Doppel. Westphal spielte für den Pinneberger Tennis-Club und für den Hamburger Verein Klipper THC.
Bekannt wurde er einer breiten Öffentlichkeit in Deutschland durch seine Einsätze in der deutschen Davis-Cup-Mannschaft, der er zwischen 1982 und 1986 angehörte und für die er 19 Einzelpartien bestritt. Sein größter Erfolg mit der Mannschaft war die Endspielteilnahme 1985. Im Halbfinale gewann er als klarer Außenseiter gegen Tomáš Šmíd aus der Tschechoslowakei in fünf Sätzen mit 6:8, 1:6, 7:5, 11:9 und 17:15; mit 85 Spielen das Einzel mit den meisten Spielen im Davis Cup. Diese Begegnung am 4. Oktober 1985 dauerte 5 Stunden, 29 Minuten. Deutschland siegte schließlich mit 5:0 und unterlag dann anschließend im Finale gegen Schweden mit 2:3.
Nach ihm ist der Michael Westphal Award benannt, der an Personen vergeben wird, die sich um den Tennissport verdient gemacht haben. Seine langjährige Lebensgefährtin war die Schauspielerin Jessica Stockmann, die später mit Michael Stich verheiratet war.
Westphal starb in der Nacht zum 20. Juni 1991 mit 26 Jahren an den Folgen von AIDS. Die HIV-Infektion hatte er sich, laut Jessica Stockmann, bei einem Seitensprung zugezogen. Er wurde auf dem Friedhof Ohlsdorf in Hamburg beigesetzt. (Planquadrat AD 12 148-51) Seine Erkrankung, die 1988 diagnostiziert worden war, wurde aus Angst vor Ausgrenzung vor der Öffentlichkeit geheim gehalten. Im Juli 1989 schrieb das Hamburger Abendblatt, er habe „wegen einer mysteriösen Virus-Erkrankung seit sieben Monaten nicht trainieren“ können und fast zehn Kilogramm Körpergewicht verloren. Westphal selbst sagte damals: „Tennisspielen geht zur Zeit nicht, ich muß sehr aufpassen.“ Er arbeitete dann als Vertreter einer Champagner-Firma. Im Januar 1991 wurde Westphals Teilnahme als Gastspieler an der Hamburger Tennis-Meisterschaft angekündigt, Westphal sagte das Turnier ab, als Begründung wurde eine Rückenverletzung angegeben. Anlässlich seines Todes wurde von ärztlicher Seite angegeben, Westphal sei an den Folgen einer Viruserkrankung gestorben. Erst zehn Jahre nach Westphals Tod, 2001, berichtete Jessica Stockmann in einer Talkshow über die Todesursache ihres ehemaligen Lebensgefährten. Allerdings hatte die Bild schon am 28. November 1991 getitelt, Westphal sei an den Folgen von AIDS gestorben.

## Erfolge

### Einzel

#### Turniersiege
| Nr. | Datum        | Turnier    | Belag | Finalgegner  | Ergebnis |
| --- | ------------ | ---------- | ----- | ------------ | -------- |
| 1.  | 3. Juli 1983 | Travemünde | Sand  | Rolf Gehring | 7:5, 6:2 |

#### Finalteilnahmen
| Nr. | Datum           | Turnier    | Belag     | Finalgegner  | Ergebnis |
| --- | --------------- | ---------- | --------- | ------------ | -------- |
| 1.  | 5. August 1984  | Livingston | Hartplatz | Johan Kriek  | 2:6, 4:6 |
| 2.  | 11. August 1985 | Kitzbühel  | Sand      | Pavel Složil | 5:7, 2:6 |

## Abschneiden bei Grand-Slam-Turnieren

### Einzel
| Turnier         | 1983 | 1984 | 1985 | 1986  | 1987 | 1988 | 1989 | Karriere |
| --------------- | ---- | ---- | ---- | ----- | ---- | ---- | ---- | -------- |
| Australian Open | —    | —    | —    | n. a. | —    | —    | 1    | 1        |
| French Open     | —    | 2    | 1    | 1     | 2    | —    | —    | 2        |
| Wimbledon       | —    | 1    | —    | 2     | 1    | —    | —    | 2        |
| US Open         | 1    | 1    | —    | —     | —    | —    | —    | 1        |

Zeichenerklärung: S = Turniersieg; F, HF, VF, AF = Einzug ins Finale / Halbfinale / Viertelfinale / Achtelfinale; 1, 2, 3 = Ausscheiden in der 1. / 2. / 3. Hauptrunde; Q1, Q2, Q3 = Ausscheiden in der 1. / 2. / 3. Runde der Qualifikation; n. a. = nicht ausgetragen